# فيليتسيا تشين
فيليتسيا تشين (بالصينية: 陳鳳玲؛ بالإنجليزية: Felicia Chin) هي ممثلة سنغافورية، ولدت في 24 أكتوبر 1984 في سنغافورة.

## وصلات خارجية
- فيليتسيا تشين على موقع IMDb (الإنجليزية)
- فيليتسيا تشين على موقع كينوبويسك (الروسية)